# Jeg er skraldemand - og det er jeg stolt af
Jeg er skraldemand - og det er jeg stolt af er en dansk dokumentarfilm fra 1985 med instruktion og manuskript af Kai Michelsen.

## Handling
Et portræt af et erhverv og dets udøvere. Filmen beskriver renovationsarbejdet i dag med historiske tilbageblik. Fortællere er skraldemænd i forskellige aldre.